# Jaoeza
De Jaoeza (Russisch: Яуза) is een 48 kilometer lange rivier die door de Russische hoofdstad Moskou stroomt. Het is een zijrivier van de Moskva.
De rivier ontspringt in de moerassen van Nationaal Park Losiny Ostrov, ten noordoosten van Moskou, en stroomt via Mytisjtsji naar Moskou. De rivier meandert door de Russische hoofdstad in een min of meer noord-zuidelijke richting. In het district Taganski, in het centrum van Moskou, mondt de rivier uit in de Moskva.
De waterstroom van de Jaoeza wordt gereguleerd (vooral 's winters) en aangevuld met water uit de Wolga (jaarlijks 80 miljoen kubieke meter). Binnen de stadsgrenzen van Moskou wordt de rivier overspannen door 21 bruggen voor wegverkeer, vijf spoorbruggen, een trambrug, twee metrobruggen, een reeks voetgangersbruggen en het Rostokino-aquaduct.
Op de plek waar de Jaoeza de Moskva instroomt staat een bekende stalinistische wolkenkrabber, het Kotelnisjeskajakadegebouw van 32 etages. Hier woonde onder meer de ballerina Galina Oelanova.

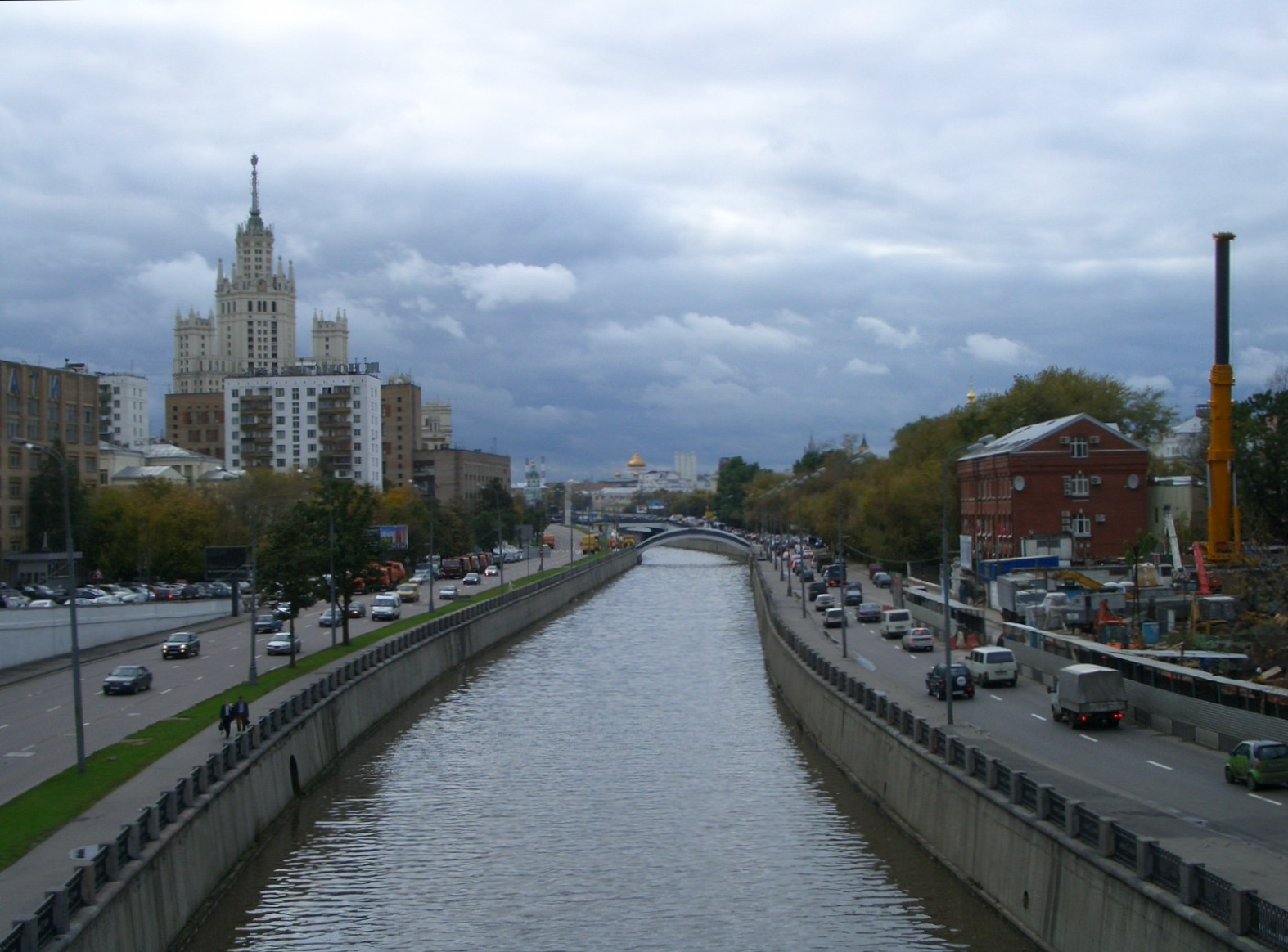
De Jaoeza in het centrum van Moskou
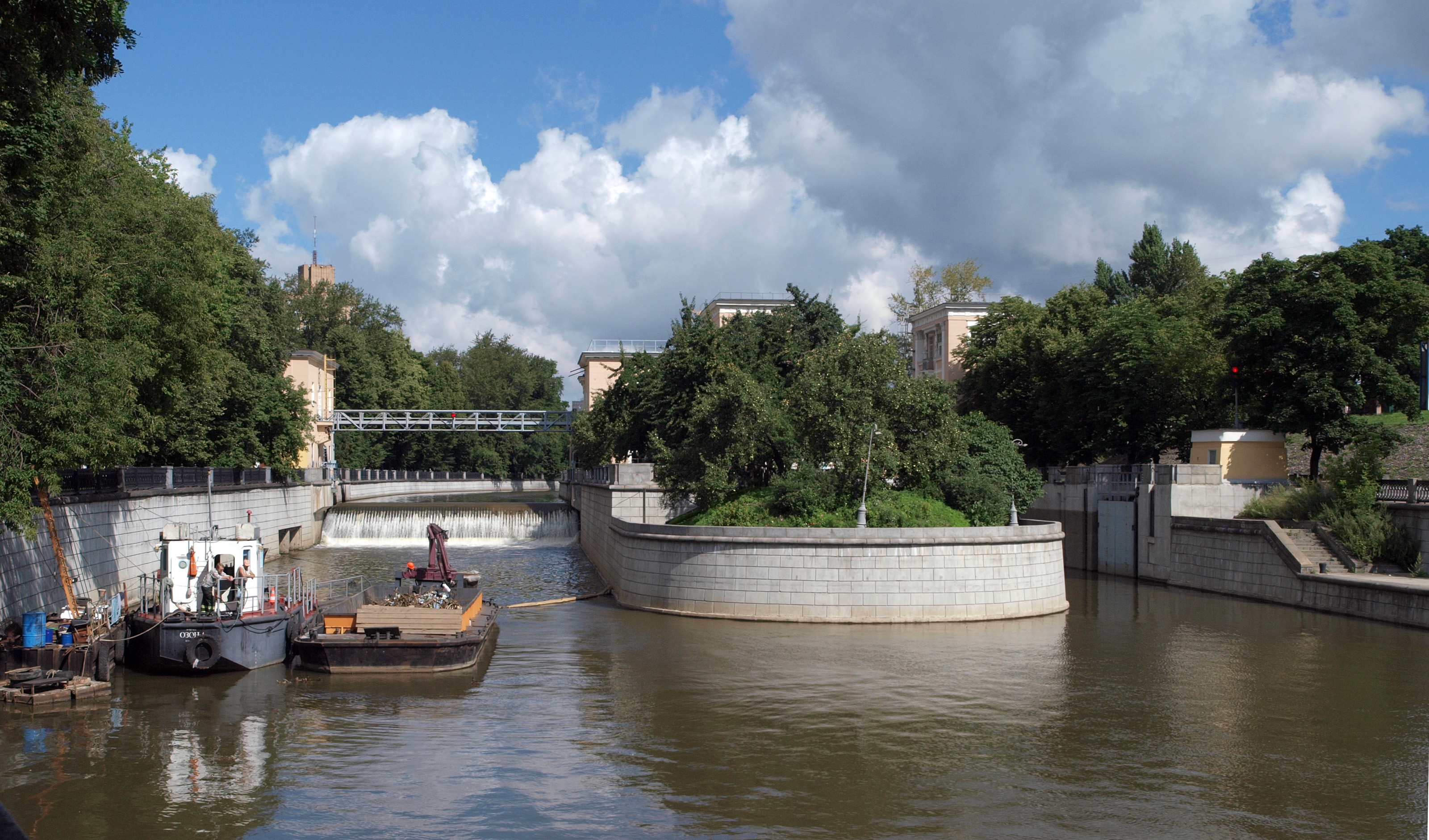
De sluizen in de Jaoeza. Links een baggerschuit

## Geschiedenis

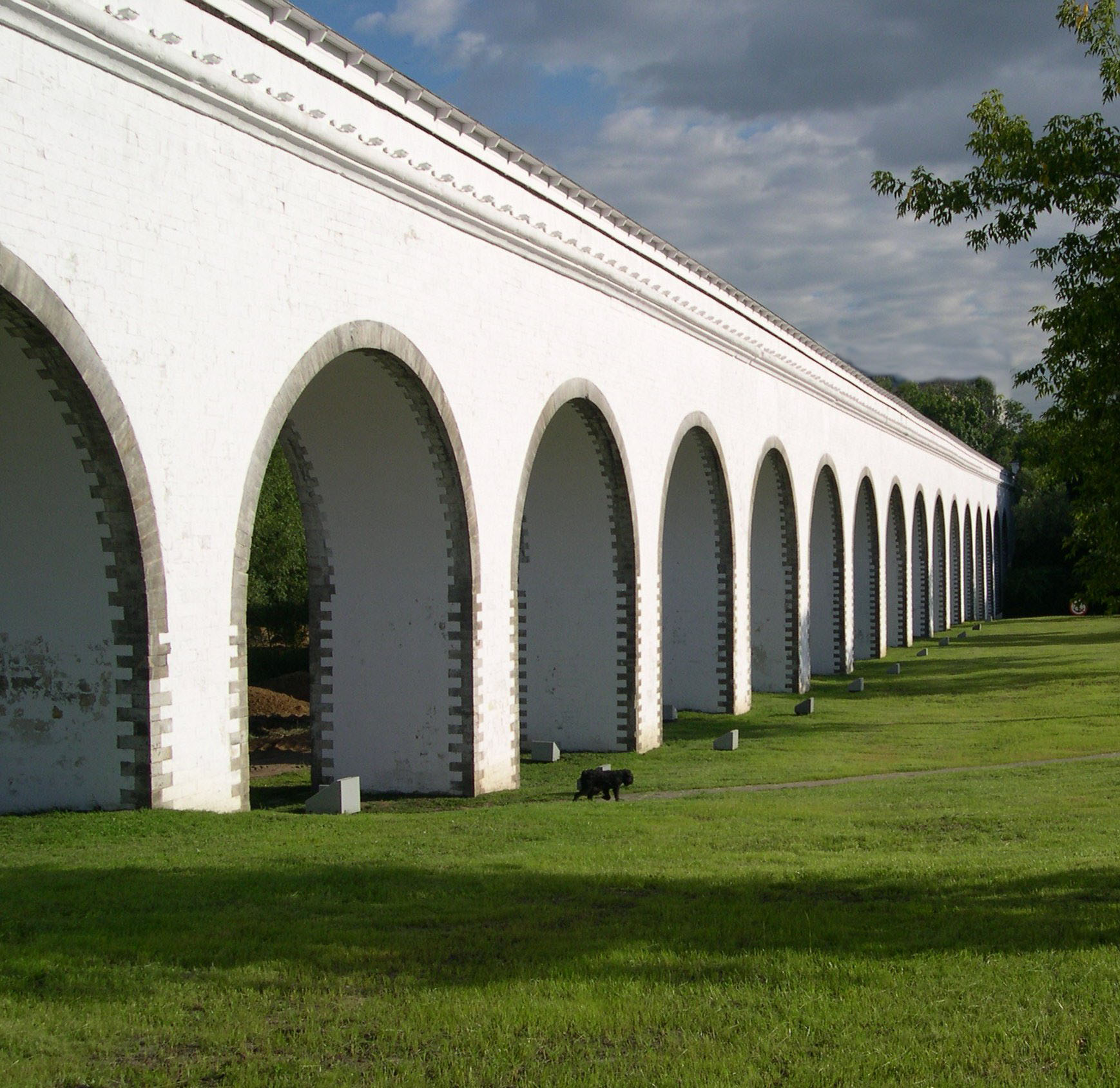
Het Rostokino-aquaduct, aangelegd in opdracht van Catharina de Grote, voerde drinkwater uit de Jaoeza naar Moskou

De Russische tsaren bouwden landhuizen en zomerpaleizen langs de Jaoeza, zoals het Catharinapaleis, dat in opdracht van Catharina de Grote gebouwd werd. Het paleis ligt aan de oevers van de Jaoeza in het district Lefortovo. Ten tijde van Peter de Grote ontstond de Duitse wijk langs de Jaoeza. Hier mochten Europese immigranten zich vestigen, zoals de Nederlandse medicus Nicolaas Bidloo, lijfarts van Peter de Grote, die aan de oevers van de Jaoeza het eerste ziekenhuis van Rusland bouwde.
Catharina de Grote gaf opdracht tot de aanleg van Moskous eerste watervoorzieningsnetwerk. Hierbij werd water uit ondergrondse aquifers in het Jaoezabassin naar de stad geleid via ondergrondse pijpleidingen, kanalen en het Rostokino-aquaduct over de Jaoezavallei in Rostokino. Het systeem kwam gereed in 1804 en bleef tot de 20e eeuw in gebruik.
Eind 18e eeuw begon een proces van grootschalige industrialisering langs de oevers van de Jaoeza. Vooral in de Sovjetperiode was er sprake van zware industrialisering. In de jaren 1990 en daarna verdween een groot deel van de industrie langs de oevers.

## Vervuiling

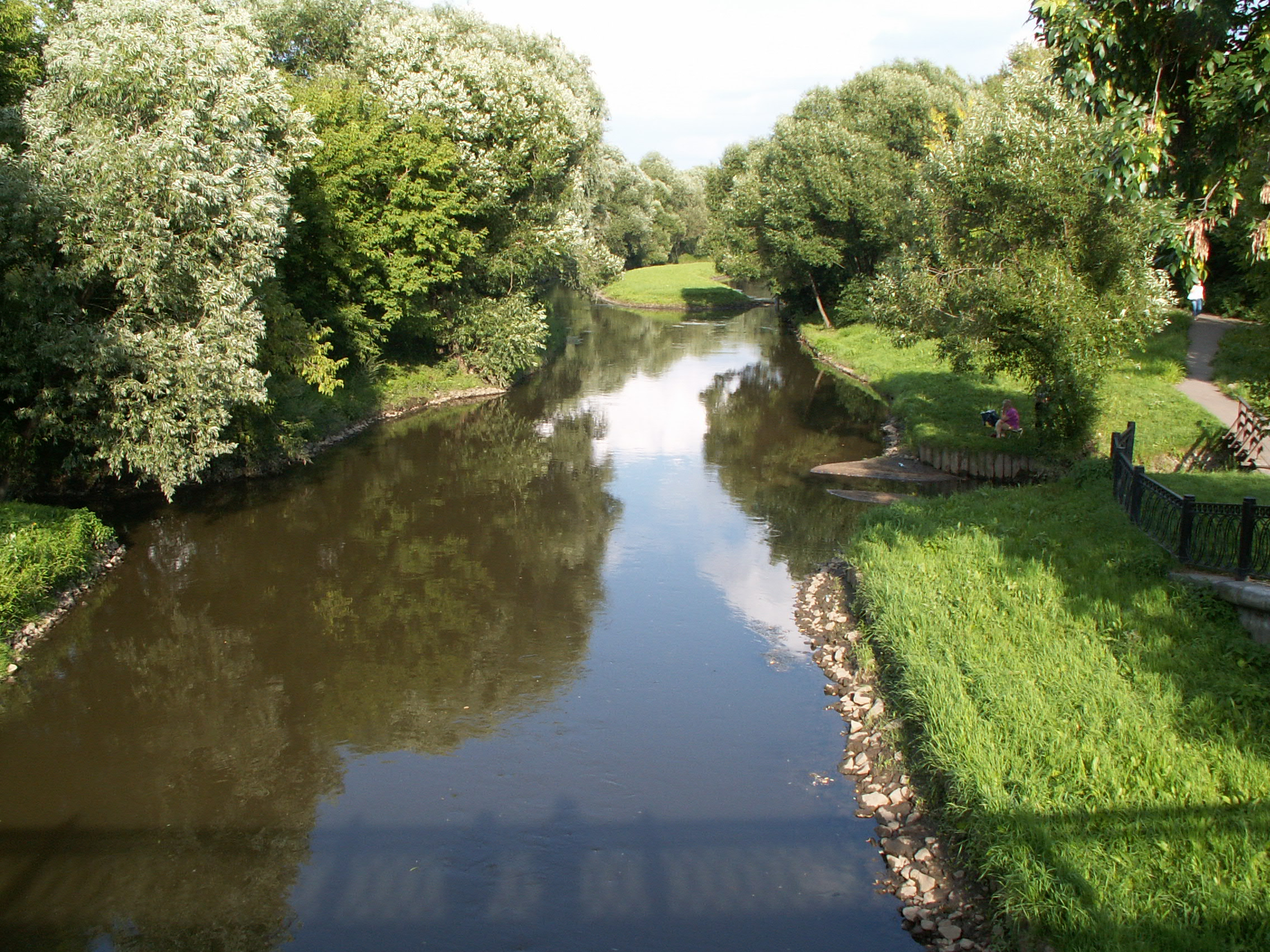
Het noordelijke, landelijke deel van de rivier

De Jaoeza dient al sinds de 19e eeuw als "het grootste riool van Moskou" en is nog steeds zwaar verontreinigd door de zware industrie langs de oevers van de rivier. Ook werd tot 2007 veel van de geruimde sneeuw in Moskou in de rivier gedumpt, inclusief vuilnis, olie, roet en andere vervuiling.
In de periode 2001-2007 werd de rivier uitgebaggerd en werden honderden illegale riooluitlaten afgesloten. Ook zijn veel van de fabrieken langs de rivier gesloten of omgebouwd tot woningen en kantoren. Desondanks hebben de pogingen van het stadsbestuur om het vervuilingsniveau te verlagen tot nu toe nog weinig effect gehad.
In het noordelijke, veel minder vervuilde gedeelte van de rivier komen zo'n 20 soorten vis voor, waaronder kwabaal, baars en kroeskarper.